# Petter Gustaf Berggren
Petter Gustaf Berggren, född 5 januari 1760, död 2 maj 1830, var en svensk violinist. Berggren var son till hovkapellisten Petter Berggren. 13 år gammal antogs han som extra ordinarie i Hovkapellet efter fadern. Under 1770-talet deltog han troligen även i teaterorkestern. 1778 fick Berggren anställning som andre violinist. Han fortsatte i Hovkapellet till 1818 då han fick tjänstledigt med avsked.